# Antihistaminikum
Antihistaminikum je chemická látka, používaná jako lék působící proti alergii.

## Popis
Používá se na oslabení nebo potlačení účinků vyvolaných histaminem na histaminovém receptoru. Histamin je endogenní chemický posel, který se uvolňuje při alergických reakcích. Podle selektivního působení na čtyři typy histaminových receptorů se také antihistaminika dělí na H1-, H2-, H3- a H4-, ale terapeutický význam mají pouze antihistaminika H1- (léčení alergií) a H2- (léčení žaludečních vředů).

## Objev
První antihistaminika objevili Ernest Fourneau, Daniel Bovet a Anne-Marie Staub na Pasteurově ústavu v Paříži ve 30. letech 20. století (F 929 v roce 1937). Na základě jejich prací vyvinul B. Halpern první terapeuticky použité antihistaminikum (Antergan, firma Rhone-Poulenc) v roce 1942.

## Léčba úzkosti

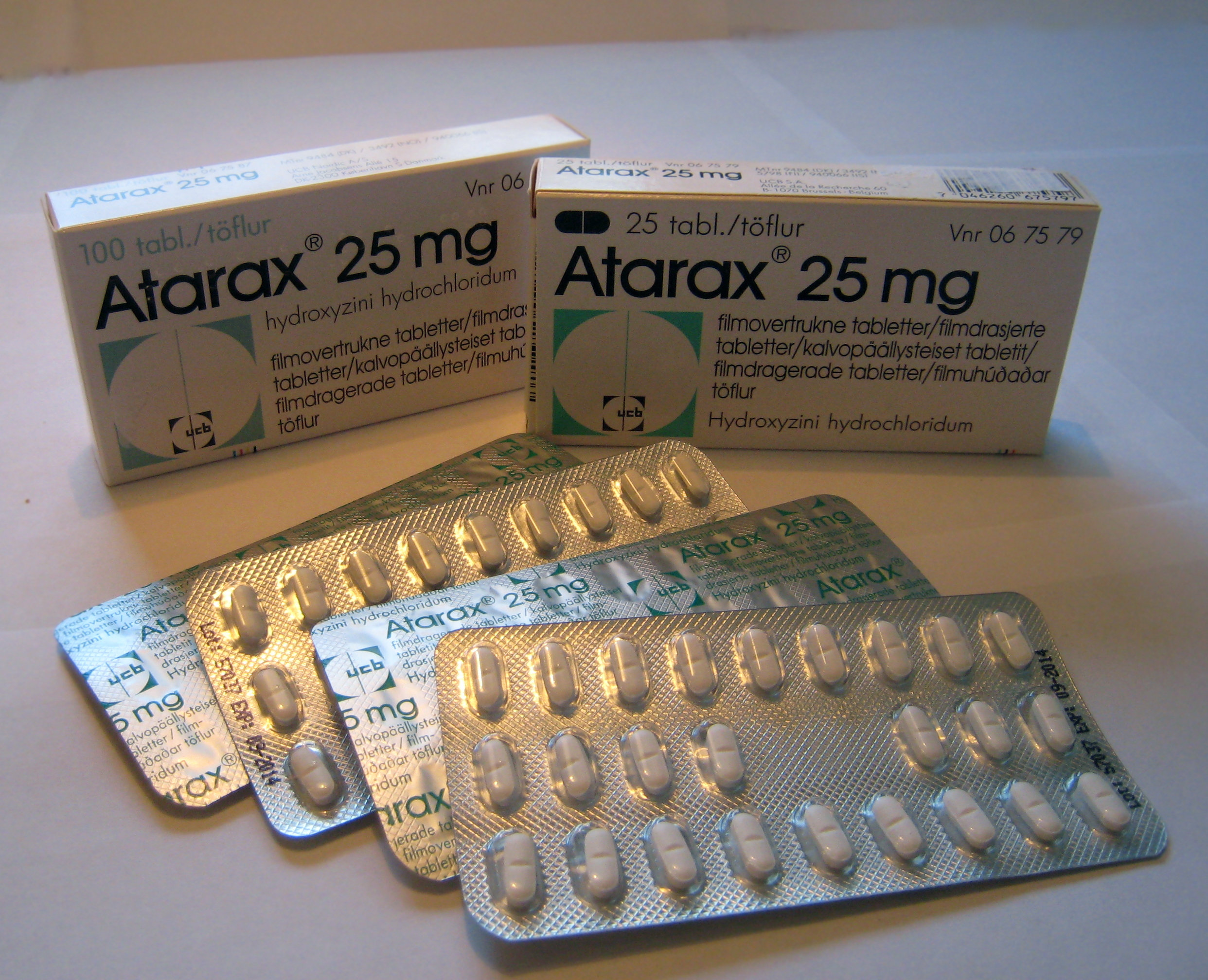
Atarax (lék obsahující 25 mg hydroxyzinové tablety)

Antihistaminika první generace způsobují sedaci, což může ulevit od úzkosti a stresu (anxiolytický efekt), mimo jiné mohou pomoci rychleji usnout a udržet spánek. Antihistaminika mají více generací, ale na úzkost se používá pouze první generace, jelikož prochází nejvíce hematoencefalickou bariérou. Antihistaminika jsou léky proti alergii, ale mají i vedlejší účinky, jako například sedace, spavost, rozmazané a/nebo dvojité vidění, zácpa, problémy s močením, nízký krevní tlak, sucho v ústech, bolesti hlavy, zhoršená pozornost. Antihistaminika první generace jsou v Česku většinou na předpis.

### Úspěšnost
Antihistaminika se mohou používat místo benzodiazepinů nebo jiných sedativ, protože jejich výhodou je, že na ně nevzniká závislost. Přestože se nepovažují za návykové, neměly by se používat déle než 4 měsíce, délka užívání ale záleží na druhu antihistaminik. Jediné schválené antihistaminikum na úzkost je hydroxyzin (Atarax), ale mohou pomoci i jiná antihistaminika první generace, jako například cyproheptadin,chlorpromazin, prometazin, doxepin (léčba deprese), difenhydramin (léčba alergie i nevolnosti). Pokud je anxiolytický účinek antihistaminik uspokojivý a pozitivní účinky převažují nad negativními, považuji se za bezpečnější variantu než ostatní sedativa. Ale oproti tomu by se neměly kombinovat s antidepresivy, které mohou zvýšit jejích vedlejší účinky, což může být důvod, proč použít jiná sedativa. Dlouhodobé pravidelné užívání antihistaminik první generace může mít řadu problémů, jako je například zvýšené riziko demence, zhoršená schopnost učení a pozornosti, zhoršení paměti, chronická únava a u některých uživatelů se mohou objevit i abstinenční příznaky a tolerance, přestože nejsou považovány za návykové.